# Eva Hubert

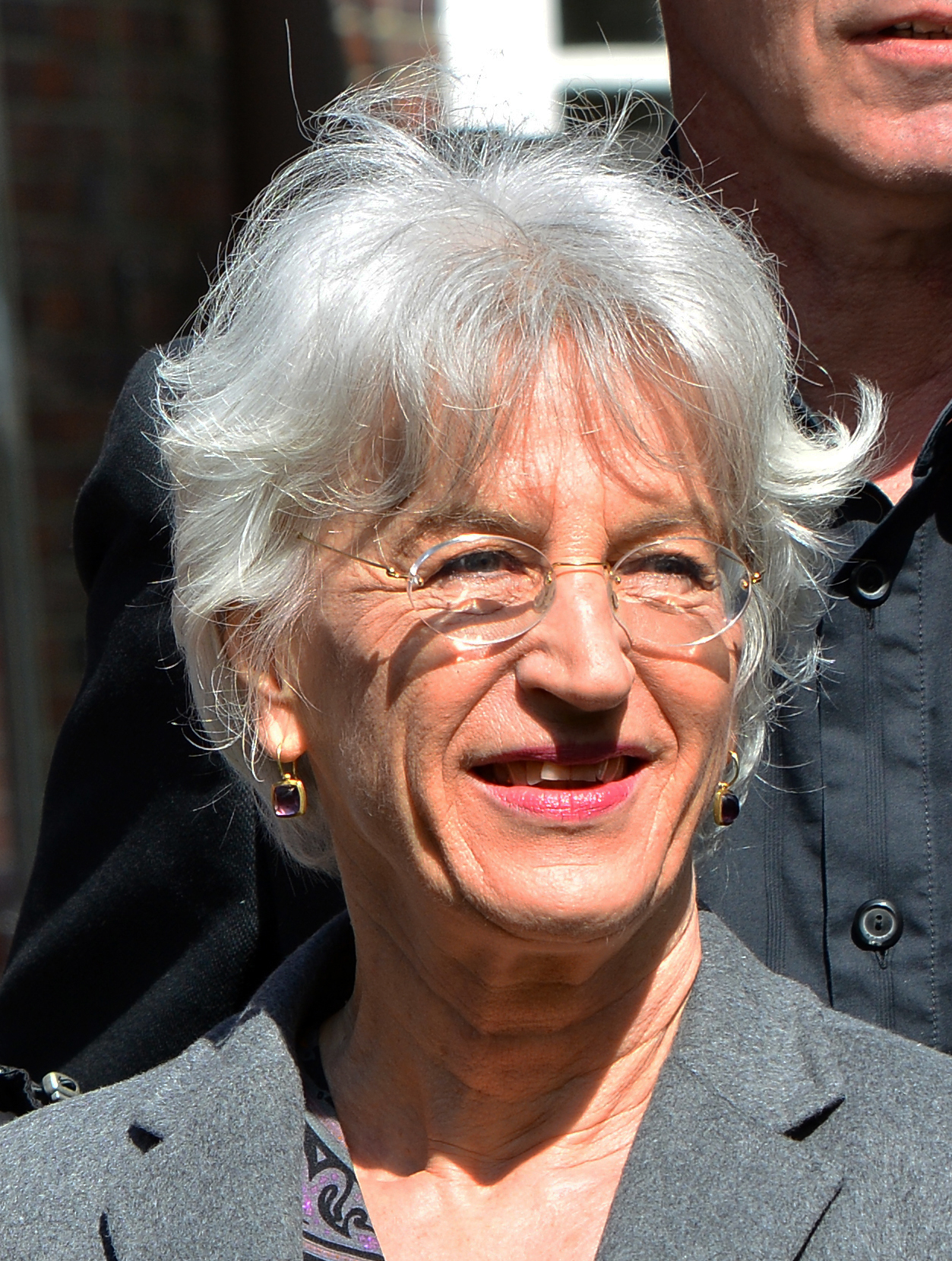
Eva Hubert 2015

Eva Hubert (* 9. Juli 1950 in München) ist eine Hamburger Politikerin der GAL-Hamburg, ein ehemaliges Mitglied der Hamburgischen Bürgerschaft, und war von 1997 bis 2015 Geschäftsführerin der Filmförderung Hamburg Schleswig-Holstein.

## Leben und Politik
Hubert war Gründungsmitglied der Grünen 1979/80 und war 1980/81 im Bundeshauptausschuss der Partei tätig. Vorher war sie seit 1976 Mitglied im Leitungsgremium des Kommunistischen Bundes, den sie 1979 mit der Gruppe Z verließ. Sie saß von November 1986 bis Mai 1987 und vom 16. Februar 1989 bis Juni 1991 als Mitglied in der Hamburgischen Bürgerschaft. Sie gehörte der ersten ausschließlichen Frauenliste der Bürgerschaft an. 1989 verließ sie mit fünf anderen Abgeordneten die GAL-Fraktion und bildete die „Frauenfraktion“. Ihre Schwerpunkte in der politischen Arbeit lagen in den Bereichen Medien und Datenschutz. Zudem war sie im Verfassungs- und Eingabenausschuss tätig.
Eva Hubert war Redakteurin bei der Hamburger Rundschau, später am Hans-Bredow-Institut. Nach dem Ausscheiden aus der Bürgerschaft war sie von 1991 bis 1995 stellvertretende Geschäftsführerin des „Film Fonds Hamburg“. Danach ging der Film Fonds Hamburg in der Film-Förderung Hamburg GmbH auf, zu der auch Hubert wechselte. Sie arbeitete dort zunächst als Leiterin der Produktionsförderung, für die sie seit 1997 als Geschäftsführerin tätig ist. Ende 2015 ging Hubert in den Ruhestand und übergab ihr Amt an Maria Köpf.
Sie war von 1986 bis 1989 verheiratet und lebt heute mit dem ehemaligen GAL-Abgeordneten Willfried Maier zusammen.
Nach ihrem Mandat in der Bürgerschaft engagiert sie sich weiterhin in der Kulturpolitik, insbesondere im Bereich Film und in anderen überparteilichen Gruppen und Organisationen.
Eva Hubert ist seit 1. Juli 2019 ehrenamtliches Vorstandsmitglied der Themis-Vertrauensstelle gegen sexuelle Belästigung und Gewalt.
2025 wurde Hubert das Bundesverdienstkreuz am Bande verliehen.